# Le Lis de mer
Pour plus de détails, voir Fiche technique et Distribution.
Le Lis de mer est un film franco-italien réalisé par Jacqueline Audry sorti 1971. Le film est une adaptation menée par Colette Audry du roman homonyme d'André Pieyre de Mandiargues paru en 1956.
Il est resté largement inédit en France, ne bénéficiant que d'une projection limitée en 1973. Il est sorti dans les salles italiennes en 1971 et un DVD est sorti en 2007 en Italie. Contrairement au générique français qui fait de Jacqueline Audry la seule réalisatrice, le générique italien la crédite comme « collaboratrice au scénario » et « assistante à la réalisation » et attribue le film à Renzo Cerrato, un assistant italien qui travailla sur de nombreuses coproductions italo-françaises dans les années 1960. Le titre italien Violentata sulla sabbia (litt. « Violée sur le sable »), voulu par le distributeur, a été dénoncé par Renzo Cerrato.

## Synopsis
Vanina et Juliette partent quinze jours en vacances à la plage en Sardaigne. Alors qu'elle se trouve sur la plage, Vanina rencontre un garçon et décide de perdre sa virginité avec lui. Elle prend rendez-vous avec le garçon pour le lendemain soir et se prépare pour l'événement, selon un scénario qu'elle a élaboré soigneusement.

## Fiche technique
Sauf indication contraire, les informations mentionnées dans cette section peuvent être confirmées par la base de données cinématographiques Unifrance,  présente dans la section « Liens externes ».
- Titre français : Le Lis de mer
- Titre italien : Violentata sulla sabbia (litt. « Violée sur le sable »)
- Réalisatrice : Jacqueline Audry
- Réalisateurs deuxième équipe : Renzo Cerrato, Suzanne Bon
- Scénario : Colette Audry, d'après le roman d'André Pieyre de Mandiargues
- Adaptation italienne : Oscar Di Martino Mansi, Giovanni Simonelli et Pier Luigi Ciriaci
- Montage : Charlotte Fournier
- Photographie : Edmond Séchan
- Directeur de production : Paul Laffargue
- Administration de production : André Pieyre de Mandiargues
- Production : Maurice Jacquin, Jacqueline Audry, Piero Nardi
- Sociétés de production : Comacico - Le Terrier - Cinematografica Milvia
- Tournage : du 4 août au 14 novembre 1969
- Pays :  France,  Italie
- Langues de tournage : français
- Format : couleur - 35 mm - Son mono
- Genre : comédie dramatique, érotique
- Durée : 90 minutes
- Date de sortie : 
  - Italie : 28 avril 1971
  - France : 8 février 1973[1]

## Distribution
- Carole André : Vanina
- Kiki Caron : Juliette
- Angelo Infanti : l'amant de Vanina
- Giustino Durano : le prêtre
- Tiberio Murgia : le dragueur insistant de Juliette
- Marisa Solinas
- Pietro Tordi : l'oncle de Vanina